# Coupe de Biélorussie de football 2020-2021
Navigation
Coupe de Biélorussie 2019-2020 Coupe de Biélorussie 2021-2022
La Coupe de Biélorussie 2020-2021 est la 30e édition de la Coupe de Biélorussie depuis la dissolution de l'URSS. Elle prend place entre le 16 mai 2020 et le 23 mai 2021.
Un total de 56 équipes prennent part à la compétition, cela inclut l'intégralité des clubs de la saison 2020 des deux premières divisions biélorusses, auxquelles s'ajoute une grande partie des équipes du troisième échelon et les six clubs amateurs ayant remporté leurs coupes régionales respectives.
La compétition suivant un calendrier sur deux années, contrairement à celui des championnats biélorusses qui s'inscrit sur une seule année, celle-ci se trouve de fait à cheval entre deux saisons de championnat ; ainsi pour certaines équipes promues ou reléguées durant la saison 2020, la division indiquée peut varier d'un tour à l'autre.
Le vainqueur de la coupe se qualifie pour le deuxième tour de qualification de la Ligue Europa Conférence 2021-2022 ainsi que pour l'édition 2022 de la Supercoupe de Biélorussie.
À l'issue de cette édition, le BATE Borisov parvient à conserver son titre, battant l'Isloch Minsk Raion en finale pour s'adjuger son cinquième trophée dans la compétition.

## Premier tour
| Date        | Locaux                      | Score                 | Visiteurs                      |
| ----------- | --------------------------- | --------------------- | ------------------------------ |
| 16 mai 2020 | Mantajnik Mazyr (A)         | 1 - 1 ap (4 - 5 tab)  | (D3) Stanles Pinsk             |
| 16 mai 2020 | FK Assipovitchy (D3)        | 3 - 1                 | (A) Alfa Minsk                 |
| 16 mai 2020 | Tchaïka Zelva (D3)          | 0 - 4                 | (D3) SMIavtotrans Smaliavitchy |
| 16 mai 2020 | Poltask-2019 (D3)           | 2 - 2 ap (10 - 9 tab) | (D3) FK Maladetchna            |
| 16 mai 2020 | Novaïa Prypiats Alchany (A) | 4 - 2                 | (D3) Dniapro Rahatchow         |
| 16 mai 2020 | Boudawnik Kapyl (A)         | 2 - 1                 | (D3) FK Ivatsevitchy           |
| 16 mai 2020 | Sparta Vawkavysk (A)        | 1 - 4 ap              | (D3) FK Baranavitchy           |
| 16 mai 2020 | Spartak Chklow (D3)         | 2 - 0                 | (D3) Viktoria Marina Horka     |
| 16 mai 2020 | BDU Minsk (D3)              | 3 - 1                 | (D3) FK Jlobine                |

## Deuxième tour
| Date        | Locaux                         | Score         | Visiteurs                 |
| ----------- | ------------------------------ | ------------- | ------------------------- |
| 6 juin 2020 | Boumprom Homiel (D3)           | 0 - 6         | (D2) Dniepr Mahiliow      |
| 6 juin 2020 | FK Assipovitchy (D3)           | 1 - 3         | (D2) Spoutnik Retchytsa   |
| 6 juin 2020 | Kronan Stowbtsy (D3)           | 0 - 6         | (D2) Granit Mikachevitchy |
| 6 juin 2020 | SMIavtotrans Smaliavitchy (D3) | 2 - 5         | (D2) Slonim-2017          |
| 6 juin 2020 | Meliorator Jytkavitchy (D3)    | 3 - 0 forfait | (D2) FK Lida              |
| 6 juin 2020 | Boudawnik Kapyl (A)            | 1 - 3         | (D2) FK Orcha             |
| 6 juin 2020 | Stenles Pinsk (D3)             | 0 - 1         | (D2) Arsenal Dziarjynsk   |
| 6 juin 2020 | Polatsk-2019 (D3)              | 1 - 3         | (D2) Khimik Svietlahorsk  |
| 6 juin 2020 | Perchy Region Kaviardiaki (D3) | 0 - 15        | (D2) Lokomotiv Homiel     |
| 6 juin 2020 | FK Baranavitchy (D3)           | 1 - 0         | (D2) FK Smarhon           |
| 6 juin 2020 | FK Horki (D3)                  | 0 - 3         | (D2) Achmiany-BGUFK       |
| 6 juin 2020 | Spartak Chklow (D3)            | 0 - 4         | (D2) Naftan Novopolotsk   |
| 6 juin 2020 | Energetyk-BDATU Minsk (D3)     | 2 - 6         | (D3) FK Astravets         |
| 6 juin 2020 | BDU Minsk (D3)                 | 0 - 5         | (D2) Dniepr Mahiliow      |
| 6 juin 2020 | Novaïa Prypiats Alchany (A)    | 0 - 3         | (D2) Volna Pinsk          |

1. ↑  La rencontre se termine à l'origine par une victoire 2-1 du FK Lida, mais ce résultat est par la suite changé en défaite technique de ce dernier club en raison du non-respect du quota de joueurs biélorusses dans le onze de départ[1].

## Seizièmes de finale
| Date               | Locaux                      | Score    | Visiteurs                |
| ------------------ | --------------------------- | -------- | ------------------------ |
| 28 août 2020       | Arsenal Dziarjynsk (D2)     | 4 - 1 ap | (D1) FK Smaliavitchy     |
| 28 août 2020       | FK Orcha (D2)               | 1 - 6    | (D1) Energetik-BDU Minsk |
| 28 août 2020       | Dniepr Mahiliow (D3)        | 1 - 2    | (D1) Isloch Minsk Raion  |
| 29 août 2020       | Naftan Novopolotsk (D2)     | 0 - 2    | (D1) FK Haradzeïa        |
| 29 août 2020       | Volna Pinsk (D2)            | 0 - 4    | (D1) Slavia Mazyr        |
| 29 août 2020       | Khimik Svietlahorsk (D2)    | 0 - 3    | (D1) Rukh Brest          |
| 29 août 2020       | Granit Mikachevitchy (D2)   | 0 - 5    | (D1) BATE Borisov        |
| 29 août 2020       | Lokomotiv Homiel (D2)       | 0 - 2    | (D1) FK Sloutsk          |
| 29 août 2020       | FK Baranavitchy (D3)        | 0 - 6    | (D1) FK Vitebsk          |
| 30 août 2020       | FK Homiel (D2)              | 1 - 4    | (D1) Chakhtior Salihorsk |
| 30 août 2020       | Achmiany-BGUFK (D2)         | 0 - 5    | (D1) Torpedo Jodzina     |
| 30 août 2020       | Spoutnik Retchytsa (D2)     | 3 - 2 ap | (D1) Belchina Babrouïsk  |
| 30 août 2020       | Meliorator Jytkavitchy (D2) | 0 - 3    | (D1) Dinamo Brest        |
| 1er septembre 2020 | Krumkachy Minsk (D2)        | 2 - 0    | (D1) Dinamo Minsk        |
| 5 septembre 2020   | FK Astravets (D3)           | 0 - 3    | (D1) FK Minsk            |
| 30 septembre 2020  | Slonim-2017 (D2)            | 1 - 3    | (D1) Nioman Hrodna       |

## Huitièmes de finale
| Date            | Locaux                   | Score | Visiteurs                |
| --------------- | ------------------------ | ----- | ------------------------ |
| 2 octobre 2020  | FK Sloutsk (D1)          | 1 - 4 | (D1) Chakhtior Salihorsk |
| 2 octobre 2020  | Spoutnik Retchytsa (D2)  | 1 - 4 | (D1) Torpedo Jodzina     |
| 3 octobre 2020  | Krumkachy Minsk (D2)     | 0 - 4 | (D1) Isloch Minsk Raion  |
| 3 octobre 2020  | Rukh Brest (D1)          | 0 - 3 | (D1) FK Minsk            |
| 3 octobre 2020  | FK Haradzeïa (D1)        | 0 - 3 | (D2) Arsenal Dziarjynsk  |
| 4 octobre 2020  | Slavia Mazyr (D1)        | 0 - 2 | (D1) Nioman Hrodna       |
| 4 octobre 2020  | Energetik-BDU Minsk (D1) | 0 - 1 | (D1) FK Vitebsk          |
| 5 décembre 2020 | BATE Borisov (D1)        | 4 - 2 | (D1) Dinamo Brest        |

## Quarts de finale
Les matchs aller sont disputés les 6 et 7 mars 2021, et les matchs retour les 6 et 7 avril 2021.
| Équipe 1                 | Score  | Équipe 2                | Aller | Retour |
| ------------------------ | ------ | ----------------------- | ----- | ------ |
| FK Minsk (D1)            | 1 - 1E | (D1) Isloch Minsk Raion | 1 - 1 | 0 - 0  |
| Torpedo Jodzina (D1)     | 3 - 0  | (D2) Arsenal Dziarjynsk | 3 - 0 | 0 - 0  |
| BATE Borisov (D1)        | 5 - 3  | (D1) FK Vitebsk         | 2 - 1 | 3 - 2  |
| Chakhtior Salihorsk (D1) | 4 - 2  | (D1) Nioman Hrodna      | 3 - 0 | 1 - 2  |

## Demi-finales
Les matchs aller sont disputés le 21 avril 2021, et les matchs retour le 5 mai 2021.
| Équipe 1                 | Score | Équipe 2                | Aller | Retour |
| ------------------------ | ----- | ----------------------- | ----- | ------ |
| Chakhtior Salihorsk (D1) | 1 - 2 | (D1) Isloch Minsk Raion | 1 - 0 | 0 - 2  |
| BATE Borisov (D1)        | 5 - 2 | (D1) Torpedo Jodzina    | 4 - 1 | 1 - 1  |

## Finale
| Entraîneur :          |
| Vitali Joukovski (en) |

| Entraîneur :       |
| Artiom Radkov (en) |

| Entraîneur :          |
| Vitali Joukovski (en) |

| Entraîneur :       |
| Artiom Radkov (en) |